# Зайченко Микола Михайлович
Микола Михайлович Зайченко (15 лютого 1929, село Большой Фонтан, тепер у складі міста Дубоссари, Молдова — ?) — радянський молдавський діяч, заступник голови Ради міністрів Молдавської РСР. Депутат Верховної ради Молдавської РСР 7—8-го скликань. Депутат Верховної Ради СРСР 9—10-го скликань.

## Життєпис
У 1952 році закінчив Кишинівський сільськогосподарський інститут.
У 1952—1958 роках — дільничний агроном, головний агроном, директор машинно-тракторної станції в Карпіненському районі Молдавської РСР.
Член КПРС з 1955 року.
У 1958—1960 роках — голова колгоспу в Карпіненському районі Молдавської РСР.
У 1960—1962 роках — голова виконавчого комітету Карпіненської районної ради депутатів трудящих.
У 1962 році — 1-й секретар Карпіненського районного комітету КП Молдавії.
У 1964 році закінчив Вищу партійну школу при ЦК КПРС.
У 1964 році — інспектор ЦК КП Молдавії.
У 1964—1965 роках — начальник Ришканського виробничого колгоспно-радгоспного управління, 1-й секретар Ришканського районного комітету КП Молдавії.
26 жовтня 1965 — 4 липня 1973 року — заступник голови Ради міністрів Молдавської РСР,
У липні 1973 — 1981 року — голова Ради колгоспів Молдавської РСР.
У 1981—1985 роках — 1-й заступник міністра плодоовочевого господарства СРСР.
З грудня 1985 року — заступник голови Державного агропромислового комітету СРСР.
Подальша доля невідома.

## Нагороди
- орден Леніна
- орден Жовтневої Революції
- два ордени Трудового Червоного Прапора
- медалі
- Заслужений працівник сільського господарства Молдавської РСР (1979)